# Kim Greist
Kimberley Bret Greist (Stamford, Connecticut, 1958. május 12. –) amerikai színésznő, modell.
A modellből lett színésznő a C.H.U.D. (1984) című horrorfilmben debütált a mozivásznon. Az 1980-as és 1990-es évek során olyan filmekben tűnt fel, mint a Brazil (1985), Az embervadász (1986), a Dobjuk ki anyut a vonatból! (1987), a Bizánci tűz (1990), valamint az Úton hazafelé – Egy hihetetlen utazás (1993) és az Úton hazafelé 2. – Kaland San Franciscóban (1996).
Visszatérő szerepben volt látható a Chicago Hope Kórház 1994 és 1995 között sugárzott epizódjaiban.

## Filmográfia

### Film
| Év   | Magyar cím                                         | Eredeti cím                                              | Szerep                | Magyar hang     |
| ---- | -------------------------------------------------- | -------------------------------------------------------- | --------------------- | --------------- |
| 1984 |                                                    | C.H.U.D.                                                 | Lauren Daniels        |                 |
| 1985 | Brazil                                             | Brazil                                                   | Jill Layton           | Xantus Barbara  |
| 1985 | Brazil                                             | Brazil                                                   | Jill Layton           | Ruttkay Laura   |
| 1986 | Az embervadász                                     | Manhunter                                                | Molly Graham          | Farkas Zsuzsa   |
| 1986 | Az embervadász                                     | Manhunter                                                | Molly Graham          | Németh Kriszta  |
| 1987 | Dobjuk ki anyut a vonatból!                        | Throw Momma from the Train                               | Beth                  | Hegyi Barbara   |
| 1987 | Dobjuk ki anyut a vonatból!                        | Throw Momma from the Train                               | Beth                  | Spilák Klára    |
| 1987 | Dobjuk ki anyut a vonatból!                        | Throw Momma from the Train                               | Beth                  | Csampisz Ildikó |
| 1988 | Életem a kabaré                                    | Punchline                                                | Madeline Urie         |                 |
| 1990 | Bizánci tűz                                        | Why Me?                                                  | June Daley            | Tóth Enikő      |
| 1990 | Bizánci tűz                                        | Why Me?                                                  | June Daley            | Kiss Erika      |
| 1990 | Bizánci tűz                                        | Why Me?                                                  | June Daley            | Mezei Kitty     |
| 1993 | Úton hazafelé – Egy hihetetlen utazás              | Homeward Bound: The Incredible Journey                   | Laura Burnford-Seaver | Jani Ildikó     |
| 1995 | Véndögség                                          | Houseguest                                               | Emily Young           | Zsurzs Kati     |
| 1996 | Úton hazafelé 2. – Kaland San Franciscóban         | Homeward Bound II: Lost in San Francisco                 | Laura Seaver          | Zsurzs Kati     |
| 1998 |                                                    | The Rose Sisters                                         | ismeretlen szerep     |                 |
| 1999 |                                                    | Rockin' Good Times (rövidfilm)                           | Samantha              |                 |
| 2000 |                                                    | The Hiding Place                                         | Holly                 |                 |
| 2000 | Sípolj, ha tudod mit nyeltél tavaly disznóvágáskor | Shriek If You Know What I Did Last Friday the Thirteenth | Mrs. Peacock          | Ősi Ildikó      |
| 2001 |                                                    | Zoe                                                      | Mrs. Callahan         |                 |

### Televízió
| Év        | Magyar cím            | Eredeti cím              | Szerep           | Megjegyzések                                            |
| --------- | --------------------- | ------------------------ | ---------------- | ------------------------------------------------------- |
| 1985      | Miami Vice            | Miami Vice               | Brenda           | 1 epizód                                                |
| 1988      |                       | Tales from the Darkside  | Claire           | 1 epizód                                                |
| 1989      |                       | Wiseguy                  | Kay Gallagher    | visszatérő szereplő (4 epizód)                          |
| 1990      |                       | Monsters                 | Sarah / Mandy    | 1 epizód                                                |
| 1991      | Lesújt a múlt         | Payoff                   | Justine Bates    | tévéfilm                                                |
| 1992      | Metamorfózis          | Duplicates               | Marion Boxletter | - tévéfilm - magyar hangja: - Csere Ágnes               |
| 1994      | Roswell               | Roswell                  | Vy Marcel        | - tévéfilm - magyar hangjai: - Kiss Erika - Csere Ágnes |
| 1994–1995 | Chicago Hope Kórház   | Chicago Hope             | Laurie Geiger    | visszatérő szereplő (7 epizód)                          |
| 1996      |                       | Last Exit to Earth       | Eve              | tévéfilm                                                |
| 1999      |                       | H-E Double Hockey Sticks | Marie Antoinette | tévéfilm                                                |
| 2000      | Angyali érintés       | Touched by an Angel      | Shawn Sullivan   | 1 epizód                                                |
| 2000      | Halálbiztos diagnózis | Diagnosis: Murder        | Lou Tyler, P.I.  | 1 epizód                                                |
| 2000      | X-akták               | The X-Files              | Lisa Underwood   | 1 epizód                                                |
| 2001      | Amynek ítélve         | Judging Amy              | Michelle Crouse  | 1 epizód                                                |

## Fordítás
- Ez a szócikk részben vagy egészben  a   Kim Greist című angol Wikipédia-szócikk fordításán alapul.  Az eredeti cikk szerkesztőit annak laptörténete sorolja fel. Ez a jelzés csupán a megfogalmazás eredetét és a szerzői jogokat jelzi, nem szolgál a cikkben szereplő információk forrásmegjelöléseként.